# Supersonic Girl
Supersonic Girl ist das Debüt-Album der J-Pop-Sängerin Nana Mizuki. Es erschien am 5. Dezember 2001 in Japan.

## Daten
Supersonic Girl erschien ein Jahr nach ihren drei ersten Singles und war die erste CD von Nana Mizuki, die es in die japanischen Oricon-Charts schaffte. Das Album erreichte Platz 60 der Charts.
Das Album hat eine Gesamtlänge von 52:02 Minuten.

## Inhalt
Das Album enthält Nanas Debüt-Single Omoi, die am 6. Dezember 2000 beim Label King Records erschien. Des Weiteren enthält das Album Nanas zweite Single Heaven Knows aus dem Jahr 2001 und ihre dritte Single The Place of Happiness, ebenfalls aus dem Jahr 2001. Insgesamt sind 12 Tracks auf dem Album enthalten, davon 3 A-Sides ihrer Singles und 9 neu aufgenommene Lieder.
Von ihren beiden Singles Omoi und Heaven Knows nahm sie für das Album zwei neue Versionen auf, Omoi~Pedigreed Mix~ und Heaven Knows-Brave Edit.
Zu ihrer dritten Single "Heaven knows" wurde ein Musikvideo aufgenommen.

## Track-Liste
1. Love's Wonderland (Wunderland der Liebe) -04:05
  - Text: Chokkyu Murano
  - Komposition: Ataru Sumiyoshi
  - Arrangement: Nobuhiro Makino
2. The Place of Happiness (Der Ort des Glücks)
  - Text: Chokkyu Murano
  - Komposition: Ataru Sumiyoshi
  - Arrangement: Nobuhiro Makino
  - Vorspanntitel für das Computerspiel Generation of Chaos.
3. supersonic girl (Überschall Mädchen) -04:10
  - Text: Chokkyu Murano
  - Komposition: Ataru Sumiyoshi
  - Arrangement: Nobuhiro Makino
4. Heaven Knows -Brave edit- (Der Himmel weiß-Brave Edit-)
  - Text: Chokkyu Murano
  - Komposition: Ataru Sumiyoshi
  - Arrangement: Nobuhiro Makino
  - Abspanntitel für den TV Anime RUN=DIM
5. Omoi -pedigreed mix- 想い -pedigreed mix- (Gefühle~reinrassiger Mix~) -4:34
  - Text: Chokkyu Murano
  - Komposition: Ataru Sumiyoshi
  - Arrangement: Nobuhiro Makino
6. Look Away-All Together Version-  (Wegsehen~Alle zusammen Version~) 4:18
  - Text: Chokkyu Murano
  - Komposition: JUNKO
  - Arrangement: Nobuhiro Makino
7. TRANSMIGRATION (Seelenwanderung) – 5:04
  - Text: Masami Okui
  - Komposition und Arrangement: Toshiro Yabuki
  - Masami Okui coverte dieses Lied in ihrer Single S-mode #3
8. LOOKING ON THE MOON (Schaue auf den Mond)
  - Text: Chokkyu Murano
  - Komposition und Arrangement: Nobuhiro Makino
9. Mafuyu no Kanransha 真冬の観覧車 (Riesenrad in der Mitte des Winters) -4:51
  - Komposition und Arrangement: Nobuhiro Makino
10. NANA iro no youni -Special album version- NANA色のように -Special album version- (Wie die sieben Farben~Special Album Version~) -4:33
  - Text: Misaki Asou
  - Komposition: Eisaku Nambu
  - Arrangement: Nobuhiro Makino
  - Abspanntitel für die TV Show Wagamanma Kichinワガまんまキッチン
11. Suichū no aozora 水中の青空 (Himmelblaues Wasser)
  - Text: Chokkyu Murano
  - Komposition: Ataru Sumiyoshi
  - Arrangement: Nobuhiro Makino
12. WINDOW OF HEART (Fenster des Herzens) -4:45
  - Text: Chokkyu Murano
  - Komposition und Arrangement: Nobuhiro Makino